# Business is bad
Business is bad is een studioalbum van Karen Mantler. Het was enige jaren stil rond deze jazzzangeres als bandleider. Wel bleef ze voor het platenlabel XtraWatt Records de platenhoezen ontwerpen. In 2014 verscheen uit het niets Business is bad, een album vol met ontberingen van een artiest. Het is opgenomen in oktober 2012 in Peter Karl geluidsstudio in Brooklyn (New York). Later werden nog overdubs toegevoegd. De muziek klinkt melancholiek, versterkt door het gebruik van de mondharmonica.

## Musici
- Karen Mantler – zang, mondharmonica, piano
- Doug Wieselman – gitaar, basklarinet
- Kato Hideki – basgitaar

## Muziek
| Nr. | Titel                               | Duur |
| --- | ----------------------------------- | ---- |
| 1.  | Catch as catch can                  | 6:09 |
| 2.  | My magic pencil (wrote this melody) | 2:57 |
| 3.  | Speak french                        | 5:55 |
| 4.  | Wintertime                          | 4:14 |
| 5.  | Surviving you                       | 6:32 |
| 6.  | Business is bad                     | 4:45 |
| 7.  | I can't afford my lawyer            | 2.59 |
| 8.  | My solo                             | 7:00 |
| 9.  | That damn volcano                   | 2:59 |

Catch as catch can gaat over daklozen in Central Park, die van alles en nog wat uit dat park eten (eend, konijn, kikkers etc.), Business is bad over haar slechte financiële toestand (te veel rekeningen, te weinig inkomsten resulteert in uitstelgedrag betalingen) en That damn volcano over het vliegverbod als gevolg van de uitbarsting van de Eyjafjallajökull.